# Krajkovići (Trebinje)
Pour les articles homonymes, voir Krajkovići.
Krajkovići (en serbe cyrillique : Крајковићи) est un village de Bosnie-Herzégovine. Il est situé sur le territoire de la ville de Trebinje et dans la république serbe de Bosnie. Selon les premiers résultats du recensement bosnien de 2013, il ne compte plus aucun habitant.
Avant la guerre de Bosnie-Herzégovine, le village faisait entièrement partie de la municipalité de Trebinje ; après la guerre, son territoire a été partiellement rattaché à la municipalité de Ravno, nouvellement recréée et intégrée à la fédération de Bosnie-et-Herzégovine.

## Géographie
Le village est entouré par les localités suivantes :
|                                      | Arbanaška Krnjevići |               |
| Jasenica Lug                         | Krajkovići          | Krnjevići Hum |
| Nevada (municipalité de Ravno, FBiH) | Hum                 |               |

## Histoire
Sur le territoire du village se trouve le site archéologique de Kličanj, qui abrite les vestiges d'une localité préhistorique, une nécropole avec 80 stećci, un type particulier de tombes médiévales, et les vestiges d'une église remontant au Moyen Âge ; cet ensemble est inscrit sur la liste des monuments nationaux de Bosnie-Herzégovine.

## Démographie

### Évolution historique de la population dans la localité
| 1948 | 1953 | 1961 | 1971 | 1981 | 1991 | 2013 |
| ---- | ---- | ---- | ---- | ---- | ---- | ---- |
| -    | -    | 54   | 45   | 28   | 23   | 0    |

|  |